# Токугава Тадайосі
Мацудайра (Токугава) Тадайосі (яп. 松平忠吉; 18 жовтня 1580 - 1 квітня 1607) - японський самурай дайме кінця періоду Адзуті-Момояма і початку періоду Едо, правитель Осі-хана (1592-1600), Омігава-хана (1600-1601) і Кієсу-хана (1600-1607).

## Біографія
Народився в замку Хамамацу (провінція Тотомі). Четвертий син Токугава Ієясу (1543-1616), першого сьогуна Японії з династії Токугава (1603-1605). Його матір'ю була наложниця пані О-Ай з роду Сайго (пані Ходай) (1552-1589).
За згодою свого батька Тадайосі був усиновлений Мацудайра Ієтада (1555-1600), головою гілки Мацудайра Фукодзу (1575-1600). Мацудайра Ієтада з раннього дитинства служив своєму далекому родичу Токугава Ієясу і брав участь у багатьох його військових кампаніях.
У 1592 році Мацудайра Тадайосі отримав у володіння замок осі (провінція Мусасі) з доходом 100 000 коку рису.
У 1600 році він брав участь на боці свого батька Токугава Ієясу в битві при Секігахара, де бився проти Сімадзу Йосіхіро. У цій битві загинув Мацудайра Ієтада, прийомний батько Тадайосі. Після його смерті Тадайосі успадкував Омігава-хан і став главою гілки роду Мацудайра-Фукодзу.
У тому ж 1600 році Мацудайра Тадайосі отримав у володіння від свого батька замок Кієсу (провінція Оварі) з доходом 240 000 коку рису.
1 квітня 1607 року 26-річний Мацудайра Тадайосі помер. Його володіння успадкував молодший брат Токугава Йосінао (1607-1610).